# مرسيدس أس كلاس 2022
مرسيدس اس كلاس 2022 تمثل الجيل السابع من السيارة الأفخم في أسطول مرسيدس، وتم الكشف عن السيارة قبل عامين تقريباً فيما جاءت السيارة الألمانية الفخمة في جيلها الجديد الذي يحمل الرمز W223 بمساحات داخلية أوسع وبتصميم خارجي عصري مع المزيد من أنظمة السلامة والمساعدة على القيادة هذا بالإضافة إلى نظام التعليق الهوائي القياسي ونظام EQ boost الهجين لتعزيز القوة والأداء.

## الشكل الخارجي
التصميم الخارجي لسيارة مرسيدس اس كلاس 2022 يحمل خطوطاً ناعمة وأنيقة ويتميز بشبك أمامي أكبر في الحجم ليؤكد على مكانة السيارة وفخامتها، فيما جاءت الأضواء الأمامية بتصميم عصري وبحجم أصغر من الموديل السابق ، كما حصلت أفخم سيارة مرسيدس على جنوط يتراوح حجمها بين ١٩ و ٢٢ إنش ، وجاءت الأضواء الخلفية بتصميم ناعم يشبه الأضواء الخلفية في شقيقتها الصغيرة مرسيدس ايه كلاس.

## من الداخل
توفر مقصورة مرسيدس اس كلاس أعلى مستويات الراحة والفخامة لركابها ، وتجمع السيارة في جيلها الجديد بين مجموعة واسعة من المواد الأنيقة والأسطح الجميلة.، كما تضفي التكنولوجيا المبتكرة والشاشات عالية الدقة إحساساً بمواكبة العصر وتم تصميم نظام المعلومات والترفيه ليكون سهل الاستخدام سواءً للسائق أو الركاب في المقاعد الخلفية.

## محركات مرسيدس اس كلاس 2022
محرك سداسي الأسطوانات (6 سلندر) سعة 3 لتر مع شاحن تيربو ونظام هايبرد جزئي من نوع EQ Boost 48V ، لتبلغ القدرة الحصانية للسيارة 367 حصان مع 500 نيوتن.م من عزم الدوران ، ويتصل المحرك بناقل تروس أوتوماتيكي من 9 سرعات لتتسارع السيارة من صفر إلى سرعة 100 كم/س في 5.1 ثانية وصولاً إلى سرعة قصوى تبلغ 250 كم/س، ويتوفر هذا النظام في سيارة مرسيدس S450 4MATIC .
في نسخة S500 حصلت السيارة على محرك سداسي الأسطوانات أيضاً وبنفس السعة ونفس نظام الهايبرد الجزئي المساعد وبنفس ناقل التروس الأوتوماتيكي ذي التسع سرعات ، ولكن تتمتع السيارة بقوة أكبر تبلغ 435 حصان و 520 نيوتن.م من عزم الدوران ، وتتسارع من صفر إلى سرعة 100 كم/س في 4.9 ثانية وتبلغ سرعتها القصوى 250 كم/س.
أما نسخة S580 موديل 2022 فجاءت بمحرك V8 سعة 4 لتر مع شاحن تيربو ثنائي ومع نفس نظام EQ Boost ، وتتمتع السيارة بقوة 503 حصان و 700 نيوتن.م من عزم الدوران، وتتسارع السيارة بهذا المحرك من صفر إلى 100كم/س في 4.4 ثانية
حصلت السيارة على نظام MBUX محدث، وشاشة أمامية بتقنية OLED قياس 12.8 إنش ، ويوجد خلف المقود شاشة 3D قياس 12.3 إنش تتضمن ماسحات تقوم بقراءة بؤبؤ العين ووجه السائق، أما الركاب في المقاعد الخلفية فحصلوا على شاشات قياس 12.3 إنش ، وعلى جهاز لوحي يمكنهم بالتحكم بأنظمة الترفيه.'

## سعار مرسيدس اس كلاس 2022
يبدأ سعر مرسيدس اس كلاس 2022 من 126 ألف دولار أمريكي وذلك لنسخة S450 4MATIC أو ما يعادل 473 ألف ريال سعودي
ويبدأ سعر مرسيدس S500 2022 من 134 أف دولار أمريكي أو ما يعادل 503 آلاف ريال سعودي
أما سيارة مرسيدس اس كلاس 2022 نسخة S580 فيبدأ سعرها من 151 ألف دولار أمريكي أو ما يعادل 567 ألف ريال سعودي .